# Regina Kylberg-Bobeck
Regina Sofia Bobeck, född Kylberg 5 april 1843 i Tuns församling i Skaraborgs län, död där 17 november 1913, var en svensk målare. 
Hon var dotter till Lars Vilhelm Kylberg samt syster till Hjalmar Kylberg och Marina Kylberg. Hon var vidare faster till Carl och Erik Kylberg. Hon gifte sig 1887 med kontraktsprosten Karl Josef Bobeck.
Hon studerade i Stockholm för Per Daniel Holm och i Paris för Léon Bonnat, Jean-Léon Gérôme och andra. Åren 1880–1883 vistades hon i Rom. Hon blev 1884 agré vid Konstakademien. Hon målade huvudsakligen i akvarell och med landskapsmotiv. Hennes verk finns bland annat på Nationalmuseum i Stockholm och vid Västergötlands museum i Skara.